# 1815 dans le catholicisme
Chronologie du catholicisme
- 1811
- 1812
- 1813
- 1814
- 1815
- 1816
- 1817
- 1818
- 1819

Cet article présente les faits marquants de l'année 1815 dans le catholicisme.

## Évènements
- 9 juin : à la suite du Congrès de Vienne, le pape Pie VII récupère les États pontificaux amputés du Comtat Venaissin et d'Avignon.

## Naissance
- 22 septembre : Giuseppe D'Annibale, cardinal italien de la Curie, précédemment évêque titulaire de Carystus (de) († 17 juillet 1892)

## Décès
- 19 janvier : Giovanni Castiglione, cardinal italien, évêque d'Osimo et Cingoli (° 31 janvier 1742)
- 3 mai : Claude Le Coz, prélat français, archevêque de Besançon (° 22 décembre 1740)